# 김진영 (야구인)
김진영(金振榮, 1935년 10월 9일 ~ 2020년 8월 3일)은 전 대한민국의 야구 선수(내야수)이자, 야구 감독이다. 박현식과 더불어 "인천 야구의 대부"로 불린다. 전 태평양 돌핀스, 현대 유니콘스의 내야수 김경기가 그의 아들이다.
인천 앞바다의 옹진군 자월면에 딸린 섬인 승봉도 출신으로, 인천고등학교를 졸업하고 실업 야구 팀 교통부, 육군, 철도청 등에서 선수 생활을 하였다. 인천고등학교 시절에는 스타 플레이어로서 모교의 전국대회 우승에 크게 기여했다. 주된 수비 위치는 유격수였다. 은퇴 후에는 대학 야구 팀을 맡아 중앙대학교, 인하대학교 야구부 감독을 역임하였다.
삼미 슈퍼스타즈는 초대 박현식 감독이 1982년 원년 시즌 도중 해임된 후, 1983년에는 재일교포 괴물 우완투수 장명부와 함께 인천 지역에서 야구에 대단한 영향력을 행사하던 김진영을 제2대 감독으로 영입하여 새 출발을 하였다. 삼미는 장명부의 초인적인 역투로 1983년 전기 리그 내내 1위를 고수하여 우승에 근접했지만, 전기 리그 막판에 돌발 사건이 터지고 말았다. 그것은 김진영이 1983년 6월 1일 잠실 MBC전에서 심판 판정에 불만을 품고 분에 못 이겨 김동앙 주심을 폭행한 사건이다. 이 장면이 TV로 전국에 생 중계되었고, 방송을 본 전두환 전 대통령의 지시에 따라 그는 구덕 롯데전을 마친 뒤 조사를 위해 서울로 연행되었다가 1983년 6월 3일 강동경찰서에서 구속되었다. 이후 6월 11일 서울지방검찰청 동부지청에서 벌금 100만 원에 약식 기소하는 조건으로 석방되었다. 그 결과 삼미는 사령탑을 잃게 되었고, 김진영은 석방된 후 자숙의 명분으로 휴가를 신청하는 바람에 그 해 시즌 종료 후 복귀할 때까지 일선에서 지휘할 수 없었다. 이로 인해 전년도에 물러나 있었던 박현식 감독이 총감독이라는 명목으로 김진영을 대신하여 실질적인 감독 대행을 맡기도 했지만, 이러한 혼란 속에서 그 해 전기 리그를 마치고 영입한 백인천마저 간통 사건으로 구속되는 등 설상가상으로 삼미는 해태 타이거즈에 전기 리그 1위를 내주고 말았다. 삼미 슈퍼스타즈는 1983년 전·후기 종합 3위를 차지하지만, 장명부의 30승에도 불구하고 전기 리그, 후기 리그 어느 한 쪽도 우승하지 못하여 한국시리즈에 진출하지 못했다.
복귀 후 1984년과 1985년에는 장명부의 부진으로 다시 팀 성적이 하락했고, 1985년 전기 리그를 마친 후 삼미 슈퍼스타즈는 풍한방직에 매각되어 청보 핀토스로 새롭게 출발하였다. 김진영은 청보 핀토스에서도 자리를 지키다가 1986년 시즌을 앞두고 팀 분위기 일신의 명분으로 야구 해설가 출신의 허구연으로 교체되었는데, 강태정 초대 감독이 성적 부진으로 물러난 태평양 돌핀스의 강태정 감독 후임 물망에 한때 거론됐다.
아들 김경기가 태평양 돌핀스에 입단하여 프로에 데뷔한 1990년에는 1989년을 끝으로 계약이 종료되면서 물러난 어우홍 감독의 뒤를 이어 롯데 자이언츠의 감독으로 선임, 현장에 복귀하여 명예회복을 노렸다. 초반 한때 상위권을 질주했지만 팀 순위 다툼이 치열해지자 당초 구상과는 달리 중반 이후부터 서서히 등판시키겠다던 박동희를 선발-마무리 할 것 없이 마구잡이로 투입시켰고, 이 때문에 정작 승부처인 후반기 이후부터 힘을 쓰지 못하여 결국 1990 시즌 중 성적 부진으로 그 해 8월 28일에 해임되어 도위창 수석코치에게 감독 대행직을 넘겼다.
이 과정에서 투수코치로 데려온 장명부도 같이 재계약에 실패했으며, 장명부 투수코치뿐만 아니라 본인(김진영)에 의해 영입된 한동화 코치가 팀을 떠났고 한동화 코치 외에도 김진영이 영입한 김정수, 김무관 코치도 1991년 시즌 뒤 퇴단했다.
김진영은 1990년 이후 프로야구계에 복귀하지 못했다.

## 사망
1990년을 마지막으로 야구계를 떠난 그는 개인사업을 하다가 실패한 후, 미국 애틀랜타로 건너가 플로리다주에서 여생을 보내다가 한국 시각으로 2020년 8월 3일 노환으로 타계했다.

## 출신학교
- 경희초등학교
- 동산중학교
- 인천고등학교